# Colin Cloete Graham
Colin Cloete Graham  (16 de janeiro de 1942) é um matemático estadunidense, que trabalha com análise harmônica.
Graham estudou na Universidade Harvard, onde obteve o bacharelado em 1964, com um doutorado em 1968 no Instituto de Tecnologia de Massachusetts, orientado por Kenneth Hoffman, com a tese Symbolic Calculus for Subalgebras of Fourier-Stieltjes Transforms. Em 1968 foi professor assistente e mais tarde professor na Northwestern University, onde permaneceu até 1991. A partir de 1989 foi professor na
Lakehead University e foi professor na Universidade da Colúmbia Britânica.

## Publicações selecionadas
- com Oscar Carruth McGehee: Essays in commutative harmonic analysis, Grundlehren der mathematischen Wissenschaften 238, Springer 1979
- com Kathryn Elizabeth Hare: Interpolation and Sidon Sets for Compact Groups, Springer 2012